# Манин, Евгений Николаевич
Евгений Николаевич Манин (10 марта 1929, Уральск, Казакская АССР — 16 марта 2016, Первомайский район, Оренбургская область) — заслуженный работник сельского хозяйства РСФСР, комбайнёр совхоза «Уральский» Первомайского района Оренбургской области. Герой Социалистического Труда (1968).

## Биография
Родился 10 марта 1929 года в г. Уральске (Казахстан) в семье рабочего.
С 11-летнего возраста работал в совхозе «Уральский» Первомайского района Чкаловской (Оренбургской) области сначала разнорабочим, потом механизатором.
С июля 1949 по декабрь 1952 года служил в армии, после увольнения в запас вернулся в совхоз.
В 1968 году намолотил на своем комбайне 21 тысячу центнеров зерна, став победителем в областном социалистическом соревновании. Указом Президиума Верховного Совета СССР от 29 ноября 1968 года «за успехи, достигнутые в увеличении производства и заготовок зерна» удостоен звания Героя Социалистического Труда с вручением Ордена Ленина и золотой медали Серп и Молот.
В 1970-е гг. звеньевой зерноуборочного звена, которое в 1978 году установило рекорд: пятью комбайнами был намолочен миллион пудов зерна (168 тысяч центнеров).
Награждён медалью «За освоение целинных и залежных земель» (1957), двумя орденами Ленина (1968, 1975), орденом Октябрьской революции, четырьмя медалями ВДНХ.
Избирался членом райкома КПСС, депутатом районного и сельского Советов народных депутатов.
Умер 16 марта 2016 года.